# Албрехт I Шенк фон Лимпург
Албрехт I Шенк фон Лимпург (на немски: Albrecht I Schenk von Limpurg; † 25 април 1374) е наследствен имперски шенк на Лимпург до Швебиш Хал, господар на Гайлдорф в Баден-Вюртемберг.
Той е син на Фридрих II Шенк фон Лимпург († 1333) и съпругата му Мехтилд фон Рехберг († 1336), дъщеря на Албрехт I фон Рехберг, фогт на Хоенрехберг († 1324/1326) и Аделхайд фон Кирхберг († сл. 1305). Внук е на Фридрих I Шенк фон Лимпург († 1320) и Мехтилд фон Дилсберг-Дюрн († сл. 1292). Брат е на Конрад II Шенк фон Лимпург-Гайлдорф († 1376), Рудолф фон Лимпург († 1373) и Мехтхилд фон Лимпург († сл. 1355), омъжена ок. 1355 г. за граф Албрехт II фон Льовенщайн-Шенкенберг († 1382).
Албрехт I Шенк фон Лимпург умира бездетен на 25 април 1374 г. и е погребан в Комбург.

## Фамилия
Албрехт I Шенк фон Лимпург се жени за графиня Елизабет фон Тюбинген-Лихтенек († 1404), дъщеря на пфалцграф Готфрид III фон Тюбинген-Бьоблинген († 1369) и графиня Клара фон Фрайбург († 1371). Бракът е бездетен.